# فرودگاه ماکو
فرودگاه منطقه آزاد  ماکو (یاتا: OITU) سومین فرودگاه استان آذربایجان غربی است که در منطقهٔ آزاد ماکو در محدوده شهرستان شوط  قرار دارد. این فرودگاه در ۱۱ کیلومتری شهرستان شوط، ۲۶ کیلومتری شهرستان پلدشت و ۴۷ کیلومتری شهرستان ماکو قرار دارد.
در تاریخ ۱۷ اردیببهشت ۱۳۹۶ پروازهای این فرودگاه شروع شد.
شرکت و مقاصد پروازی:
هواپیمایی ماهان:فرودگاه مهرآباد تهران 